# Partit Socialista Romanès
El Partit Socialista Romanès (en romanès Partidul Socialist Român, PSR) fou un partit polític romanès d'ideologia socialista fundat el 1992. Va ser breument representat al Parlament romanès després que dos diputats, elegits a la llista del Partit de la Gran Romania, s'incorporessin a l'organització el 2002, malgrat van romandre només un any.
A les eleccions legislatives romaneses de 2008 només va obtenir 585 vots (el 0,01% dels vots). L'any 2015, el Partit de l'Aliança Socialista va assumir el nom PSR després que el Tribunal de Bucarest eliminés el partit del registre d'organitzacions polítiques.